# Fußball-Bundesliga 2014-2015 (Austria)
La Fußball-Bundesliga 2014-2015 (chiamata ufficialmente tipp-3 Bundesliga powered by T-Mobile per motivi di sponsorizzazione) è stata la 103ª edizione del campionato di calcio austriaco.
La stagione è iniziata il 19 luglio 2014 ed è terminata il 31 maggio 2015 (con una pausa invernale dal 13 dicembre 2014 al 14 febbraio 2015).
Il Salisburgo si è confermato campione di Austria.

## Stagione

### Novità
Il Salisburgo è la squadra campione in carica, il Wacker Innsbruck è retrocesso nella Erste Liga e promossa in Fußball-Bundesliga è la squadra dell'Altach.
Da quest'anno le squadre qualificate in Champions League passano da uno a due.

### Formula
Il campionato prevede un girone all'italiana con doppie partite d'andata e ritorno, per un totale di 36 giornate. Le 10 squadre partecipanti incontrano le avversarie 4 volte, 2 in casa e 2 in trasferta.
Al termine della stagione, le squadre 1ª e 2ª classificate ottiengono la qualificazione all'edizione successiva della Champions League, partendo dal terzo turno preliminare.
In Europa League si qualificano la 3ª classificata (partendo dal terzo turno preliminare) e la 4ª classificata (partendo dal secondo turno preliminare).
La 10ª ed ultima classificata retrocede in Erste Liga.

## Squadre partecipanti
| Club             | Città            | Stadio                 | Posizione 2013-2014    | Dettaglio |
| ---------------- | ---------------- | ---------------------- | ---------------------- | --------- |
| Admira Wacker M. | Mödling          | Bundesstadion Südstadt | 9º posto               | 2013-2014 |
| Altach           | Altach           | Schnabelholz           | 1º posto in Erste Liga | 2013-2014 |
| Austria Vienna   | Vienna           | Franz Horr             | 4º posto               | 2013-2014 |
| Grödig           | Grödig           | Untersberg Arena       | 3º posto               | 2013-2014 |
| Rapid Vienna     | Vienna           | Gerhard Hanappi        | 2º posto               | 2013-2014 |
| Ried             | Ried im Innkreis | Keine Sorgen Arena     | 6º posto               | 2013-2014 |
| Salisburgo       | Salisburgo       | Wals-Siezenheim        | Campione d'Austria     | 2013-2014 |
| Sturm Graz       | Graz             | Graz-Liebenau          | 5º posto               | 2013-2014 |
| Wiener Neustadt  | Wiener Neustadt  | Wr. Neustädter         | 8º posto               | 2013-2014 |
| Wolfsberger      | Wolfsberg        | Lavanttal Arena        | 7º posto               | 2013-2014 |

## Allenatori

### Tabella riassuntiva
| Club             | Allenatore         | In carica da      |
| ---------------- | ------------------ | ----------------- |
| Admira Wacker M. | Walter Knaller     | 19 settembre 2013 |
| Altach           | Damir Canadi       | 7 gennaio 2013    |
| Austria Vienna   | Gerald Baumgartner | 10 giugno 2014    |
| Grödig           | Michael Baur       | 1º giugno 2014    |
| Rapid Vienna     | Zoran Barišić      | 16 aprile 2013    |
| Ried             | Oliver Glasner     | 1º giugno 2014    |
| Salisburgo       | Adolf Hütter       | 1º giugno 2014    |
| Sturm Graz       | Franco Foda        | 1º ottobre 2014   |
| Wiener Neustadt  | Helgi Kolviðsson   | 12 novembre 2014  |
| Wolfsberger      | Dietmar Kühbauer   | 2 settembre 2013  |

### Allenatori esonerati, dimessi e subentrati
- Sturm Graz: esonerato Darko Milanič (il 1º ottobre 2014) - subentrato Franco Foda
- Wiener Neustadt: esonerato Heimo Pfeifenberger (il 12 novembre 2014) - subentrato Helgi Kolviðsson

## Classifica
|                    | Pos. | Squadra          | Pt | G  | V  | N  | P  | GF | GS | DR  |
| ------------------ | ---- | ---------------- | -- | -- | -- | -- | -- | -- | -- | --- |
| Austria (bandiera) | 1.   | Salisburgo       | 73 | 36 | 22 | 7  | 7  | 99 | 42 | +57 |
|                    | 2.   | Rapid Vienna     | 67 | 36 | 19 | 10 | 7  | 68 | 38 | +30 |
|                    | 3.   | Altach           | 59 | 36 | 17 | 8  | 11 | 50 | 49 | +0  |
|                    | 4.   | Sturm Graz       | 58 | 36 | 16 | 10 | 10 | 57 | 41 | +16 |
|                    | 5.   | Wolfsberger      | 52 | 36 | 16 | 4  | 16 | 44 | 50 | -6  |
|                    | 6.   | Ried             | 44 | 36 | 12 | 8  | 16 | 49 | 51 | -2  |
|                    | 7.   | Austria Vienna   | 43 | 36 | 10 | 13 | 13 | 45 | 51 | -6  |
|                    | 8.   | Grödig           | 37 | 36 | 10 | 7  | 19 | 46 | 65 | -19 |
|                    | 9.   | Admira Wacker M. | 34 | 36 | 7  | 13 | 16 | 32 | 61 | -29 |
|                    | 10.  | Wiener Neustadt  | 29 | 36 | 7  | 8  | 21 | 37 | 59 | -42 |

Legenda:

      Campione d'Austria e ammessa alla UEFA Champions League 2015-2016
      Ammessa alla UEFA Champions League 2015-2016
      Ammesse alla UEFA Europa League 2015-2016
      Retrocesse in Erste Liga 2015-2016
Note:

Tre punti a vittoria, uno a pareggio, zero a sconfitta.
In caso di arrivo di due o più squadre a pari punti, la graduatoria verrà stilata secondo la classifica avulsa tra le squadre interessate che prevede, in ordine, i seguenti criteri:
- Punti negli scontri diretti
- Differenza reti negli scontri diretti
- Differenza reti generale
- Reti realizzate in generale
- Sorteggio

## Verdetti
- Salisburgo Campione di Austria 2014-2015 e qualificato al terzo turno preliminare della UEFA Champions League 2015-2016.
- Rapid Vienna qualificato al terzo turno preliminare della UEFA Champions League 2015-2016.
- Altach e  Sturm Graz qualificate al terzo turno preliminare della UEFA Europa League 2015-2016.  Wolfsberger qualificata al secondo turno preliminare della UEFA Europa League 2015-2016.
- Wiener Neustadt retrocessa in Erste Liga 2015-2016.

### Classifica marcatori
| Gol |  |  | Giocatore         | Squadra                        |
| --- |  |  | ----------------- | ------------------------------ |
| 31  |  |  | Jonathan Soriano  | Salisburgo                     |
| 27  |  |  | Robert Berič      | Rapid Vienna                   |
| 19  |  |  | Marcel Sabitzer   | Salisburgo                     |
| 13  |  |  | Marco Djuricin    | Sturm Graz (11) Salisburgo (2) |
| 12  |  |  | Johannes Aigner   | Altach                         |
| 11  |  |  | Yordy Reina       | Grödig                         |
| 10  |  |  | Denis Thomalla    | Ried                           |
| 9   |  |  | Alan              | Salisburgo                     |
| 9   |  |  | Simon Piesinger   | Sturm Graz                     |
| 8   |  |  | Omer Damari       | Austria Vienna                 |
| 8   |  |  | Louis Ngwat-Mahop | Altach                         |